# NRP Sagres (A520)
O NRP Sagres é o principal navio-escola da Marinha Portuguesa. O atual Sagres é o terceiro navio com esse nome a desempenhar funções de instrução náutica na Marinha Portuguesa, sendo por isso, também conhecido por Sagres III, é o navio mais conhecido desta componente das Forças Armadas de Portugal, identificado pelas suas velas ostentando a cruz da Ordem de Cristo. Este navio-escola tem como missão permitir o treino e o contacto com a vida no mar aos cadetes da Escola Naval, futuros oficiais da Marinha Portuguesa. Complementarmente, é utilizado na representação nacional e internacional da Marinha e de Portugal.

## História
O NE Sagres foi construído nos estaleiros da Blohm & Voss, em Hamburgo, em 1937, para desempenhar funções como navio-escola da Marinha Alemã — onde era chamado Albert Leo Schlageter — juntamente com os seus semelhantes da classe Gorch Fock: o primeiro, que deu o nome à classe; o segundo, ex-Horst Wessel (atual USCGC Eagle); o quarto, Mircea; houve ainda um quinto, o Herbert Norkus, destruído antes de ter sido terminado.
No final da Segunda Guerra Mundial, ele foi capturado pelas forças dos Estados Unidos, sendo vendido à Marinha do Brasil, em 1948, por um valor simbólico de $ 5 000 dólares. No Brasil, ele foi baptizado de Guanabara, servindo como navio-escola até 1961, data em que foi adquirido por Portugal por 150 000 dólares para ser usado em substituição do Sagres II (ex-Rickmer Rickmers). Muito se ficou a dever, o êxito desta compra, à acção empenhada de Pedro Teotónio Pereira, na altura Ministro da Presidência e um grande amante de vela. O navio recebeu o mesmo nome do antecessor, entrando ao serviço da Marinha Portuguesa em 8 de fevereiro de 1962.
Por vezes, o Sagres III é erradamente referido como Sagres II, em virtude do desconhecimento da existência do primeiro navio com este nome. Na realidade, o primeiro Sagres foi uma corveta de madeira, construída em 1858 em Inglaterra. Fundeada no rio Douro, serviu como navio-escola para alunos marinheiros, entre 1882 e 1898.

## A serviço da Marinha do Brasil
Serviu como navio escola, com propulsão mista, à vela e a motor diesel (de 1.000 cv, acoplado a um eixo), artilhado com canhões de 76mm. A viagem de Aspirantes de final de ano da Escola Naval de 1948, iniciou-se em Janeiro de 1949, com a duração de um mês. Foram visitados os portos de Montevidéu, Rio Grande, São Francisco do Sul, Santos e Rio de Janeiro. Outros comandantes serviram, e alguns anos mais tarde, em 22 de Maio de 1954, o NE Guanabara deixava o Comando do 1º Distrito Naval, desta vez sob o comando do Capitão-de-Fagata, Maurício Dantas Torres.
"O navio desatracou do cais da Ilha das Cobras às 10 h e rumou para o oceano, com destino ao porto de Natal. Foram efetuadas diversas manobras durante a navegação à vela (virou-se por d'avante, em roda e atravessou-se com o navio). Foram feitos diariamente exercícios de arriar e içar o escaler, em pleno oceano. Aterrou no dia 3 de Junho, pela manhã, a vinte (20') milhas ao norte do Cabo Bacopari e amarrou com boreste ao cais do porto da cidade de Natal às 1717 horas do dia 3 de Junho de 1954. No dia 4 de Junho de 1954, o navio largou do cais do porto da cidade de Natal às 1500  horas com destino a Salvador, tendo desembarcado quarenta e seis (46) praças que foram matriculadas no Centro de Instrução Almirante Tamandaré e recebido 81 praças recém-cursadas, a fim de transportá-los para o Rio de Janeiro. Continuaram nesta travessia os exercícios na mastreação e com os escaleres, tendo sido organizado um programa de adestramento para a guarnição. Aterrou no dia 9 de Junho pela manhã no farol de Garcia D'Avila e amarrou ao cais do porto da cidade de Salvador às 1957 horas do dia 9 de Junho de 1954, tendo entrado sob velas até próximo ao Banco da Panela. Neste termo foram navegadas mil novecentas e oitenta e duas vírgula oito (1982.'8) milhas, sendo mil (1000.'0) milhas à vela, setecentas e quarenta e nove vírgula cinco (749.'5) milhas à vela e à máquina e duzentas e trinta e três vírgula três (233.'3) milhas à máquina e feitos dezessete e meio dias de mar (17.5). Bordo do N.E. "Guanabara", no porto do Salvador, em 10 de Junho de 1954. (Assinou) Maurício Dantas Torres, Capitão-de-Fragata. Comandante."

## Voltas ao mundo
Ao serviço da marinha portuguesa já deu três voltas ao mundo, a primeira em 1978/1979 e a segunda em 1983/1984.
Em 19 de janeiro de 2010, partiu para a terceira volta ao mundo. No total, a viagem teve uma duração de 339 dias, dos quais 71% a navegar e 29% nos portos. O navio passou por 28 cidades costeiras, de 19 países diferentes, antes de regressar a Lisboa, em 23 dezembro de 2010. Além das circum-navegações, a Sagres III participou na Regata Colombo (1992), nas comemorações dos 450 anos da chegada dos Portugueses ao Japão (1993) e ainda nas celebrações por ocasião dos 500 anos da Descoberta do Brasil (2000). Durante esta terceira viagem, percorreu 40 000 milhas e navegou durante 5 500 horas. Foi também visitado por cerca de 300 000 pessoas.
Em Janeiro de 2020, o navio partiu para uma viagem à volta do mundo que teria duração de pouco mais de um ano para celebrar os 500 anos da circum-navegação de Fernão de Magalhães. Previa-se que o navio passasse por 22 portos de 19 países diferentes e que seria a Casa de Portugal durante os Jogos Olímpicos de Tóquio. A viagem foi interrompida e o navio regressou a Lisboa em 10 de maio de 2020 devido ao risco da covid-19.

## Ordem do Infante Dom Henrique
A 4 de julho de 1984, ele foi feito Membro-Honorário da Ordem do Infante D. Henrique. A 12 de março de 2012, foi feito Membro-Honorário da Ordem Militar de Cristo. A 24 de outubro de 2017, foi feito Membro-Honorário da Ordem Militar de Avis.

## Galeria

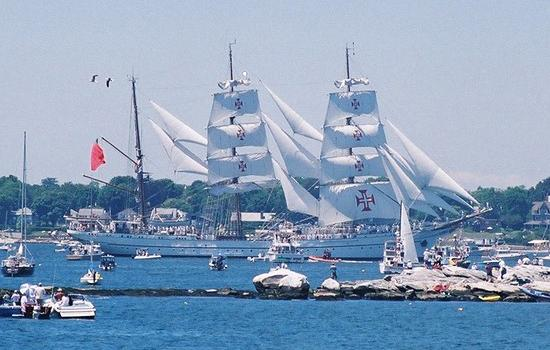
NRP Sagres na Opsail 2000
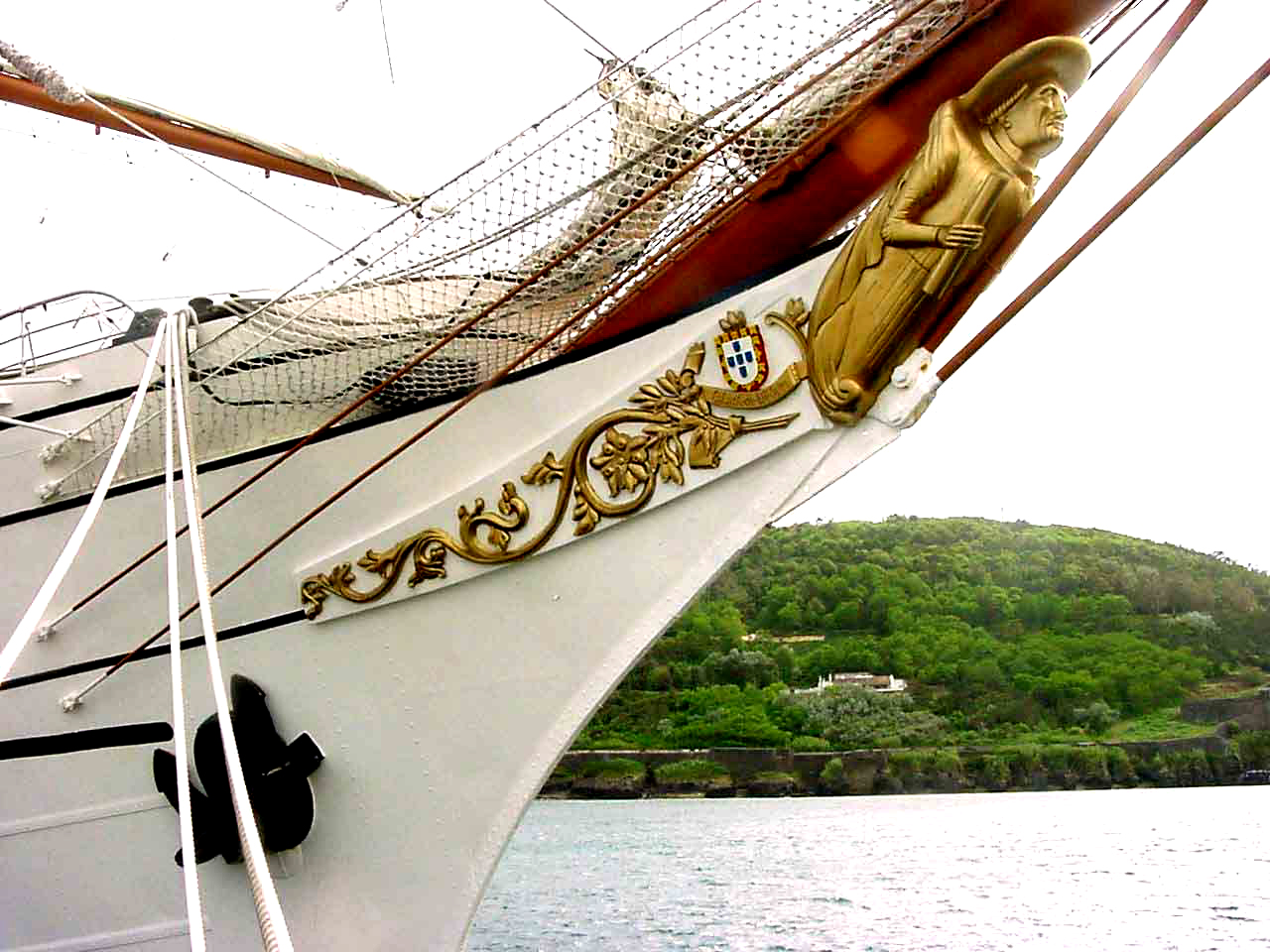
Pormenor da proa da Sagres à imagem de Infante D. Henrique, foto tirada em Porto de Pipas.
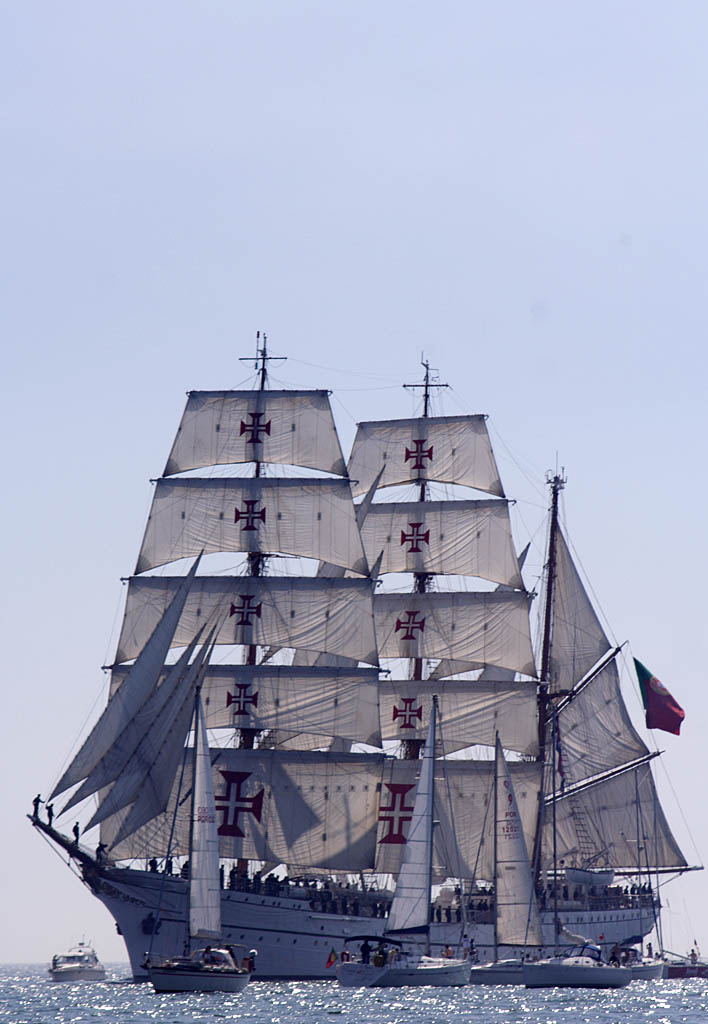
O NRP Sagres navegando no rio Tejo
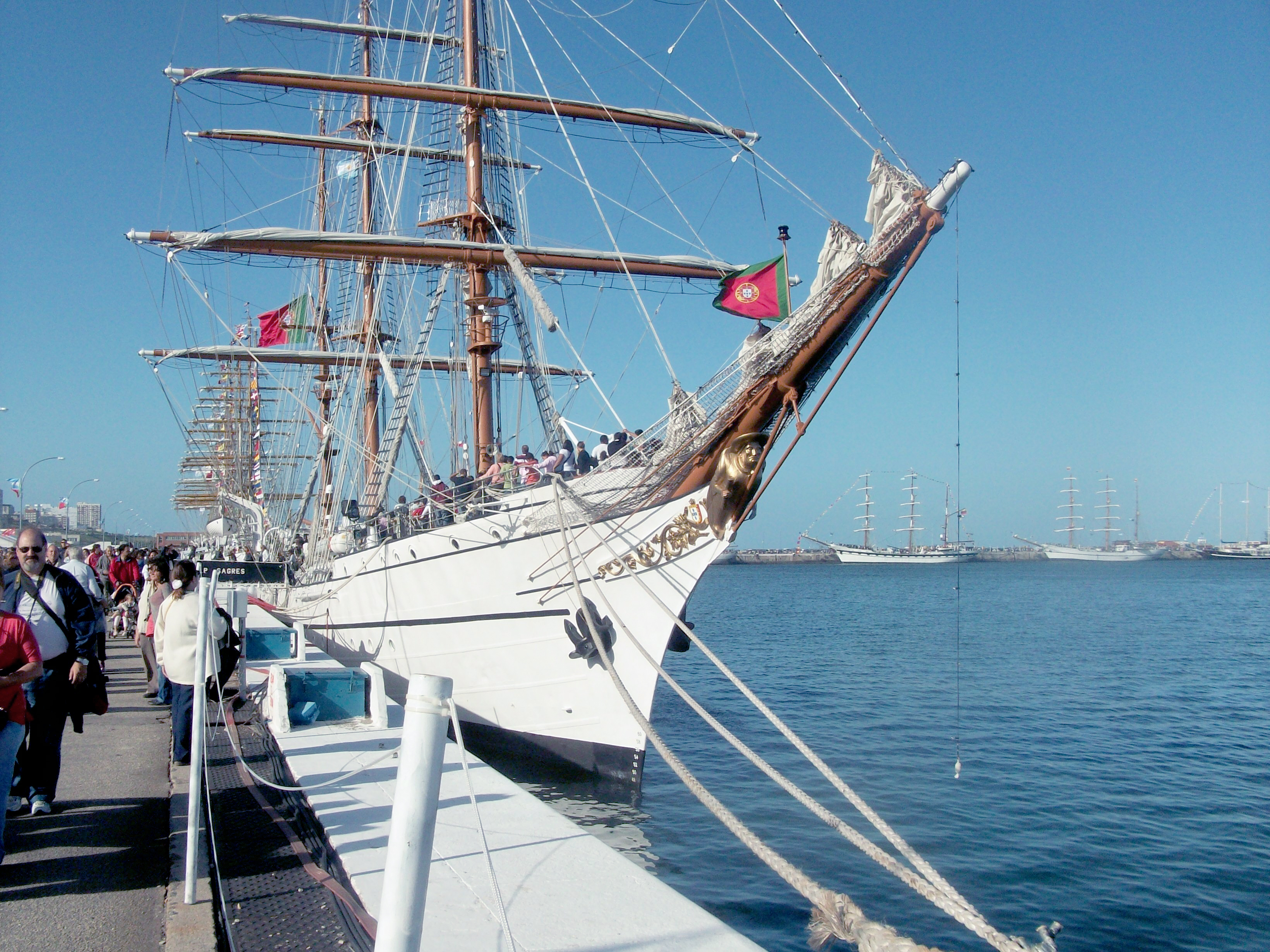
O Sagres ancorado no porto de Mar del Plata, Argentina, em fevereiro de 2010.